# شمس‌آباد (بختاجرد)
شمس‌آباد روستایی در دهستان بختاجرد بخش مرکزی شهرستان داراب استان فارس ایران است.

## جمعیت
بر پایه سرشماری عمومی نفوس و مسکن در سال ۱۳۹۵ جمعیت این روستا ۱٬۱۴۷ نفر (۳۴۵خانوار) بوده‌است.